# 固态氢
固态氢是氢元素的固体形态。把温度降低到氢的熔点14.01 K (−259.14 °C)，即可得到。詹姆斯·杜瓦于1889年首次制取并发布成果。固态氢的密度只有 0.086 g/cm3 使其成为已知密度最小的固体。

## 固态氢的原子结构
固态氢的原子结构很难探明，因为固态氢和X射线、中子的反应很小，所以利用X射线晶体学研究晶体的排列或用中子衍射技术研究晶体的排列只能得到很少的资料。氢在固体型态中有很多同素异形体。

## 固态金属氢
见金属氢。

## 延伸阅读
- 液态氢
- 三相点上的氢
- 金属氢
- 压缩氢气